# Station Brügge (Westf)
Station Brügge (Westf) is een spoorwegstation in de Duitse plaats Lüdenscheid. Het station is gelegen aan de lijnen Hagen - Dieringhausen en Brügge - Lüdenscheid.